# Hypagyrtis caesia
Hypagyrtis caesia là một loài bướm đêm trong họ Geometridae.